# Roupa de cama

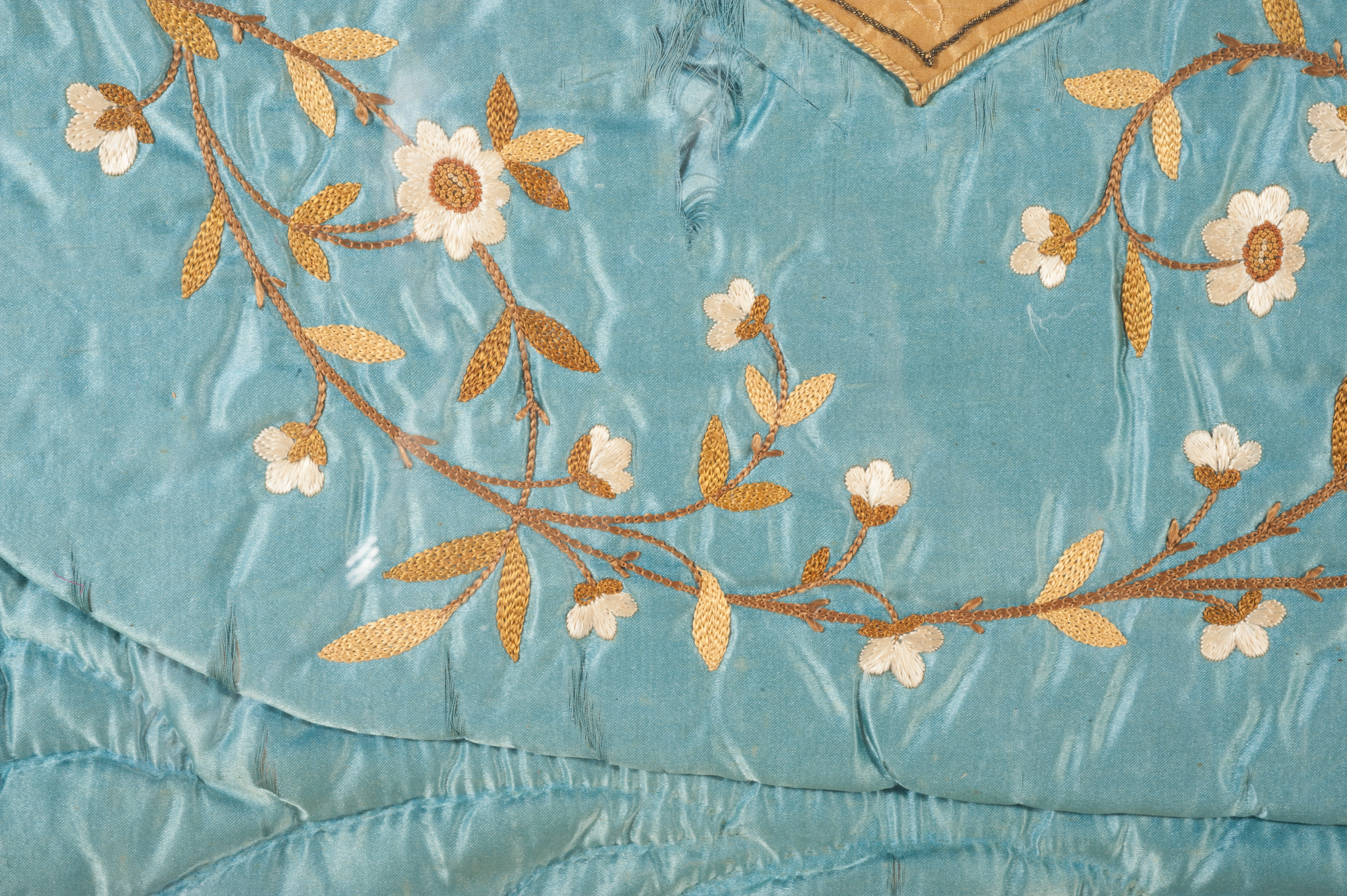
Parte central de uma colcha em tecido têxtil/Coleção Museu Paulista

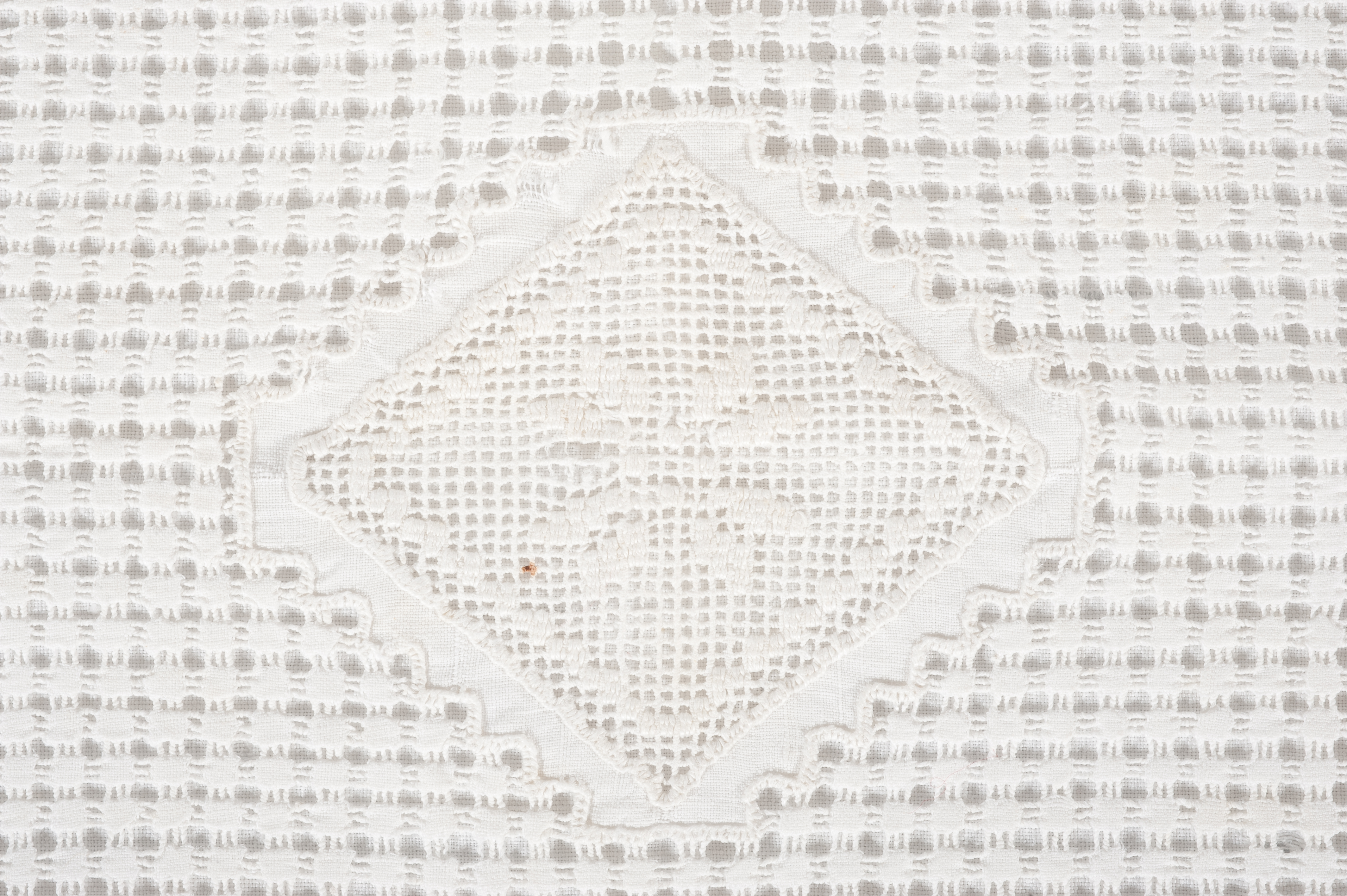
Fronha decorada com trabalho em crochê (acervo Museu Paulista da USP)

A expressão roupa de cama, também chamada de jogo de cama, refere-se ao conjunto de itens como lençóis, mantas, edredons, colchas, fronhas, cobertores e pezeiras colocados acima do colchão de uma cama com a função de higiene, aquecimento, proteção do colchão e decoração. A roupa de cama é a parte removível e lavável, sendo trocados periodicamente para evitar o acúmulo  sujeira e pó.

## Materiais
O principal material de composição do jogo de cama é o tecido de cetim ou algodão de flanela ou misturas de algodão / poliéster. Linho e seda também podem ser usados, mas são mais caros. As penas são um tipo de enchimento mais luxouso e incomum, podendo ser encontrado dentro de edredons, e colchas. Um ponto negativo do uso de penas é a reação alergica que algumas pessoas possuem. Os materiais mais comuns de preenchimento são o algodão, lã e poliéster, pois são mais baratos e mais fáceis de lavar do que as plumas. As fibras sintéticas são melhores na forma de rebatidas termofundidas (onde as fibras se cruzam). Lã de tecido grosso ou tricotada, algodão, acrílico ou outros sintéticos de microfibra, ou misturas destes, são normalmente usados para cobertores. O tecido produzido a partir da trama de algodão oude liocel tem uma melhoria significativa em todos os aspectos e é mais adequado para fazer roupa de cama.

## História
Por volta de 3400 a.C, a roupa de cama foi amplamente desenvolvida no Egito. Era visto como um símbolo de luz e pureza, bem como um símbolo de prosperidade. As múmias egípcias costumavam ser enroladas em uma espécie de cobertor.
Os colchões do Império Romano eram recheados com lã, penas, junco ou feno. As camas foram decoradas com tinta, bronze, prata, joias e ouro.
Durante o renascimento, os colchões eram recheados com palha e penas e depois cobertos com sedas, veludos ou cetim. Os dosséis bordados e cortinas ornamentais, bem como o advento do colchão de penas, fizeram com que as camas se tornassem extremamente caras, muitas vezes passadas de geração em geração.
No século XVIII, os europeus começaram a usar colchões de algodão.
No século XIX, foi inventada a cama com molas, também chamada de box spring.
Nos Estados Unidos do século XX, os consumidores compravam o colchão de molas interno, seguido na década de 1960 pelo colchão d'água (originário da Costa Oeste) e adotaram futons, colchões de ar e colchões e travesseiros de espuma de borracha no estilo japonês.

## Elementos do jogo de cama
| Name(s)               | Image | Description |
| --------------------- | ----- | --- |
| Saia de cama          |       | Peça decorativa utilizada para cobrir a estrado e as pernas da cama. Ele se encaixa entre o colchão e a estrado de molas e se pendura no chão ou quase no chão. |
| Colcha                |       | Uma colcha, muitas vezes decorativa, com laterais que vão até ou próximo ao chão. Protege a roupa de cama, incluindo travesseiros, durante o dia contra poeira ou outra contaminação. Isso não requer uma saia de cama e foi particularmente popular na América do Norte após a Segunda Guerra Mundial. Pode ser removido à noite e, se desejado, substituído por uma colcha ou capa de edredom. |
| Cobertor              |       | Uma cobertura de tecido usada para aquecer. |
| Travesseiro Bolster   |       | Um travesseiro longo, estreito e comumente cilíndrico, preenchido com penugem ou penas. Utilizado para decoração ou apoio lombar ao encostar na cabeceira da cama. |
| Almofadas boudoir     |       | Almofadas decorativas pequenas retangulares. |
| Acolchoado            |       | Uma colcha, usada como cobertor, que é preenchida com forro e não é excepcionalmente fofa. Geralmente é reversível e lavável à máquina. Os edredons são geralmente combinados com uma saia de cama para formar um conjunto completo, já que as laterais do edredom vão até a metade do chão. É diferente de uma colcha porque as camadas de um edredom não são acolchoadas. (Veja também "edredom"). |
| Colcha Coverlet       |       | Estilo de colcha usado antes do século 20 na América. Geralmente não atinge o chão e não cobre os travesseiros. |
| Saco de dormir        |       | Saco plano e macio, tradicionalmente preenchido com penugem ou penas, ou uma combinação de ambos, ou materiais sintéticos, e usado como cobertor. Normalmente não é tão fino quanto um edredom, mas pode ser referido como um "edredom de plumas". |
| Duvet cover           |       | Uma cobertura decorativa e protetora para um edredom. A maioria das capas de edredão tem um botão ou fecho de gravata em uma das extremidades. Os australianos usam o termo capa doona em vez de "capa de edredão". Normalmente tem uma contagem de fios de 180-400 por polegada quadrada (ou, de forma equivalente, uma contagem de fios de 280-620 por 10 centímetros quadrados). |
| Travesseiro           |       | Um travesseiro Euro ou Continental - um grande travesseiro quadrado - é um travesseiro decorativo que fica encostado na cabeceira da cama. Muitas vezes, são colocados atrás das fronhas de tamanho padrão como pano de fundo, ou em cima de travesseiros padrão como um conjunto coordenado com uma capa de edredão. |
| Travesseiro           |       | Uma capa de almofada decorativa que se ajusta a uma almofada grande de 75 cm × 75 cm (30 pol. X 30 pol.). |
| Cama de penas         |       | Penas contidas em um invólucro de tecido que fica em cima de um colchão como um protetor de colchão. O colchão de penas normalmente terá alças elásticas ou mesmo um lençol ajustado para que se encaixe sobre o colchão e fique no lugar. |
| Lençol                |       | O lençol plano é dobrado em torno do colchão sobre o lençol com o quarto lado, na cabeceira da cama, desfeito. Alguns conjuntos de edredom ou edredom não incluem um lençol superior; o edredom / edredom tem uma parte inferior de algodão que substitui o lençol. |
| Lençol sheet          |       | Este é o lençol de baixo usado para se ajustar firmemente ao colchão. Lençóis ajustados estão disponíveis em uma variedade de profundidades de bolso, que se referem à espessura do colchão. O tamanho de bolso padrão na América do Norte é de 18 a 23 cm (7 a 9 pol.). Os cantos dos bolsos profundos têm geralmente 25 a 33 cm (10 a 13 pol.). Cantos de bolso extra profundos são muito generosos em tamanho, variando de 14 a 22 pol. (36 a 56 cm), e são usados para colchões extraordinariamente altos / profundos. |
| Colchão duplo         |       | Isso é usado acima do colchão e sob um lençol de baixo para adicionar conforto. |
| Protetor de colchão   |       | Isso é usado imediatamente acima de um colchão para protegê-lo. Alguns também protegem quem dorme de alérgenos. |
| Almofada de Rolo      |       | Almofadas decorativas cilíndricas pequenas; usado para suporte de vértebras cervicais ou decoração pura. Os rolos do pescoço normalmente não têm uma abertura como um zíper; geralmente são costurados fechados, embora alguns desenhos tenham uma abertura integrada nas extremidades. |
| Travesseiro           |       | Coberturas decorativas para travesseiros, geralmente projetadas com enfeites, babados, flanges ou cordões. Os shams são normalmente colocados atrás dos travesseiros usados para dormir, que seriam cobertos com fronhas regulares. |
| Colcha                |       | Quilts são tipos de cobertores que fazem um sanduíche de rebatidas entre duas camadas de tecido e, em seguida, costuram todas as camadas para mantê-las juntas. As colchas de retalhos juntam várias peças de tecido para fazer uma das camadas externas do tecido. |
| Travesseiro de dormir |       | A almofada rectangular de tamanho médio onde deita a cabeça quando dorme. Um travesseiro de dormir pode vir em vários tamanhos, como padrão 20 pol × 26 pol (51 cm × 66 cm), Rainha 20 pol × 30 pol (51 cm × 76 cm) ou King 20 pol × 36 pol (51 cm × 91) cm) e firmeza diferente para dormir de costas, estômago ou de lado. |
| Almofada decorativa   |       | Uma almofada decorativa que vem em várias formas e tamanhos. |